# Усть-Ургулька
Усть-Ургулька — деревня в Северном районе Новосибирской области России. Входит в состав Верх-Красноярского сельсовета.

## География
Площадь деревни — 25 гектаров.

## История
Основана в 1920 г. В 1928 г. состояла из 66 хозяйств, основное население — русские. В административном отношении являлась центром Усть-Ургульского сельсовета Ново-Троицкого района Барабинского округа Сибирского края.

## Население
| 2002 | 2007 | 2010 |
| ---- | ---- | ---- |
| 6    | →6   | →6   |

## Инфраструктура
В деревне по данным на 2007 год отсутствует социальная инфраструктура.